# Rohnert Park
Rohnert Park és una població dels Estats Units a l'estat de Califòrnia. Segons el cens del 2009 tenia 40.534 habitants.

## Demografia
Segons el cens del 2000, Rohnert Park tenia 42.236 habitants, 15.503 habitatges, i 9.797 famílies. La densitat de població era de 2.536,1 habitants/km².
Dels 15.503 habitatges en un 35,1% hi vivien nens de menys de 18 anys, en un 46,7% hi vivien parelles casades, en un 11,9% dones solteres, i en un 36,8% no eren unitats familiars. En el 24% dels habitatges hi vivien persones soles el 7,7% de les quals corresponia a persones de 65 anys o més que vivien soles. El nombre mitjà de persones vivint en cada habitatge era de 2,65 i el nombre mitjà de persones que vivien en cada família era de 3,2.
Per edats la població es repartia de la següent manera: un 25,3% tenia menys de 18 anys, un 14,8% entre 18 i 24, un 32% entre 25 i 44, un 19,8% de 45 a 60 i un 8,1% 65 anys o més.
L'edat mediana era de 32 anys. Per cada 100 dones de 18 o més anys hi havia 90,2 homes.
La renda mediana per habitatge era de 51.942 $ i la renda mediana per família de 61.420 $. Els homes tenien una renda mediana de 41.757 $ mentre que les dones 31.149 $. La renda per capita de la població era de 23.035 $. Entorn del 3,2% de les famílies i el 8% de la població estaven per davall del llindar de pobresa.

## Poblacions més properes
El següent diagrama mostra les poblacions més properes.